# PETERPAN/NOAH - 天国の中の星

## 天国の中の星
シングル（ピーターパン）
- アーティスト： ピーターパン（ピーターパン）
- 収録アルバム： 天国の中の星
- リリース日： 2005年
- 録音年： 2004年
- ジャンル：
  - ポスト・グランジ（Post-grunge）
  - オルタナティブ・ロック（Rock alternatif）
  - シンフォニック・ロック（Rock simfoni）
- 時間： 5分00秒
- レーベル： ムジカ・スタジオ（Musica Studio's）
- 作詞・作曲： アリエル（アリエル）
- プロデューサー： ノエイ（ノエイ）、カプン（カプン）

### ピーターパンのシングル年表
- 最大程度空想（Khayalan Tingkat Tinggi）（2005年）
- → 天国の中の星（2005年）
- →  正常の上（Diatas Normal）（2005年）

### ミュージックビデオ
天国の中の星,公式ミュージックビデオはYouTubeにて視聴可能である。

## 天国の中の星（てんごくのなかのほし）
天国の中の星は、インドネシアのロックバンド**ピーターパン（ピーターパン）による楽曲であり、バンドの2枚目のスタジオ・アルバム 天国の中の星 の 最後を飾る曲でもある。この楽曲は、ボーカリストであるアリエル（アリエル）**によって作詞された。

### 歌詞とテーマ
YouTubeチャンネルBBQ Mountain Boysにおいて、アリエルはこの曲の制作について、「素晴らしい場所にある美しい何か」を表現したかったと語っている。また彼は、この曲を 全てを持っているが、ただ一つ素晴らしいものを求めている人間の姿 だと説明している。

### 受賞歴
天国の中の星 は、2005年の**インドネシア音楽賞（Anugerah Musik Indonesia）**において、最優秀作品賞（Karya Produksi Terbaik-Terbaik）を受賞した。また、ミュージックビデオは2006年のMTVインドネシア賞にて、**年間最優秀ビデオ賞（Video of the Year）を受賞した。このビデオの監督を務めたリザル・マントヴァニ（リザル・マントヴァニ）**は、**最優秀監督賞（Best Director）**にもノミネートされた。

## ノアによるバージョン

### 『天国の中の星』
2022年1月7日、**ノア（ノア）はピーターパンからの改名後、自らのバージョンの 天国の中の星 をシングルとしてリリースした。ミュージックビデオも同日に公開され、監督はウピー・グアバ（ウピー・グアバ）**が務めた。
この新しいミュージックビデオは、未来的な演出と**拡張現実技術（Extended Reality）**を用いたコンセプトとなっており、以前のバージョンと同様に警察の急襲を描いているが、今回のバージョンでは警察にロボットが加勢している。**ジェフリ・ニコル（ジェフリ・ニコル）**がターゲットとなる男を、**アニャ・ジェラルディン（アニャ・ジェラルディン）**がその恋人を演じた。
この曲は、2022年1月12日にリリースされたノアのアルバム 天国の中の星 にも収録されている。

### ノミネートと賞
この楽曲により、ノアとカプン（カプン）は2022年のインドネシア音楽賞にて**最優秀ポップ音楽アレンジ賞（Penata Musik Pop Terbaik）にノミネートされ、ウピー・グアバは最優秀ミュージックビデオ賞（Video Musik Terbaik）**にノミネートされた。

### パーソネル
ノア：
- アリエル – ボーカル
- ルクマン – ギター
- ウキ – ギター、サウンドエンジニア
- ダビッド – キーボード
- レザ – ドラム

サポートミュージシャン：
- ランラン – ベース
- リオ・アリエフ – ビートループ、シンセサイザー
- ヘンリー・ラミリ – ストリングス
- ディマス・ムフリ・ウトモ – ビートループ、シンセサイザー
- リッキー・ヨハネス – ビートループ、シンセサイザー

制作チーム：
- クリムゾン・メリー – デジタル編集
- イヴァン・ゴジャヤ – ミキシング & マスタリング
- ホラス・ピネム – サウンドエンジニア